# Milton Caraglio
Milton Joel Caraglio Pérez (ur. 1 grudnia 1988 w Rosario) – argentyński piłkarz pochodzenia włoskiego występujący na pozycji napastnika.

## Kariera klubowa
Caraglio pochodzi z miasta Rosario i jest wychowankiem akademii juniorskiej tamtejszego klubu Rosario Central, do której trafił w wieku siedmiu lat. Do pierwszej drużyny został włączony jako osiemnastolatek przez tymczasowego szkoleniowca Daniela Riquelme (swojego byłego trenera z rezerw) i w argentyńskiej Primera División zadebiutował 17 marca 2007 w przegranym 0:1 spotkaniu z San Lorenzo. Przez pierwsze dwa lata pozostawał jednak wyłącznie rezerwowym drużyny, premierowego gola w najwyższej klasie rozgrywkowej zdobywając 15 listopada 2008 w wygranej 2:0 konfrontacji z Huracánem. Zaraz potem został wiodącym graczem ekipy (otrzymał nawet powołanie do krajowego składu reprezentacji), lecz jego dobrą passę przerwało zerwanie więzadeł krzyżowych, którego doznał w maju 2009 i w konsekwencji musiał pauzować przez siedem miesięcy. Na koniec rozgrywek 2009/2010 spadł z Central do drugiej ligi argentyńskiej, a sam w lipcu 2010 udał się na testy do londyńskiego West Ham United, gdzie nie znalazł jednak ostatecznie zatrudnienia.
Latem 2011 Caraglio przeszedł do amerykańskiego New England Revolution, zostając pierwszym graczem w historii klubu zatrudnionym na kontrakcie dla desygnowanego zawodnika. W tamtejszej Major League Soccer zadebiutował 6 sierpnia 2011 w przegranym 2:3 meczu z Chivas USA, a pierwsze bramki strzelił dwa tygodnie później w zremisowanej 2:2 konfrontacji z New York Red Bulls, dwukrotnie wpisując się na listę strzelców. Ogółem w Revolution grał przez sześć miesięcy jako podstawowy zawodnik, jednak bez większych sukcesów, po czym jako wolny zawodnik podpisał umowę z beniaminkiem ligi chilijskiej – zespołem CSD Rangers z siedzibą w Talce. W chilijskiej Primera División zadebiutował 28 stycznia 2012 w wygranym 2:0 spotkaniu z Deportes La Serena, kiedy to zdobył również pierwszego gola w nowej drużynie. Barwy Rangers reprezentował przez rok, będąc czołowym napastnikiem ligi chilijskiej i jednym z najskuteczniejszych graczy rozgrywek.
W styczniu 2013 Caraglio za sumę pół miliona euro został wypożyczony do włoskiego Delfino Pescara 1936, w tamtejszej Serie A debiutując 27 stycznia 2013 w przegranej 0:6 konfrontacji z Sampdorią. Jego półroczny pobyt w Europie okazał się jednak wielkim rozczarowaniem – Pescara na koniec sezonu 2012/2013 zajęła ostatnie miejsce w tabeli i spadła do drugiej ligi, a on sam zanotował zaledwie cztery ligowe występy bez zdobyczy bramkowej. Bezpośrednio po tym powrócił do ojczyzny, na zasadzie wypożyczenia zasilając klub Arsenal de Sarandí, prowadzony przez Gustavo Alfaro – swojego byłego trenera z Central. Tam spędził rok jako podstawowy napastnik, w 2013 roku zdobywając puchar Argentyny – Copa Argentina i zajmując drugie miejsce w superpucharze – Supercopa Argentina. W lipcu 2014 został natomiast wypożyczony do Club Atlético Vélez Sársfield ze stołecznego Buenos Aires, którego barwy reprezentował z kolei przez półtora roku – mimo iż nie odniósł poważniejszych osiągnięć, to miał pewne miejsce w formacji ofensywnej, tworząc duet napastników najpierw z Lucasem Pratto, a następnie z Mariano Pavone.
Wiosną 2016 Caraglio został zawodnikiem meksykańskiej ekipy Dorados de Sinaloa z siedzibą w Culiacán.
| Sezon     | Klub                   | Kraj              | Rozgrywki           | Mecze | Bramki |
| --------- | ---------------------- | ----------------- | ------------------- | ----- | ------ |
| 2006/2007 | Rosario Central        | Argentyna         | Primera División    | 8     | 0      |
| 2007/2008 | Rosario Central        | Argentyna         | Primera División    | 2     | 0      |
| 2008/2009 | Rosario Central        | Argentyna         | Primera División    | 21    | 7      |
| 2009/2010 | Rosario Central        | Argentyna         | Primera División    | 18    | 4      |
| 2010/2011 | Rosario Central        | Argentyna         | Primera B Nacional  | 0     | 0      |
| 2011      | New England Revolution | Stany Zjednoczone | Major League Soccer | 12    | 3      |
| 2012      | CSD Rangers            | Chile             | Primera División    | 37    | 16     |
| 2012/2013 | Delfino Pescara 1936   | Włochy            | Serie A             | 4     | 0      |
| 2013/2014 | Arsenal de Sarandí     | Argentyna         | Primera División    | 30    | 7      |
| 2014      | CA Vélez Sarsfield     | Argentyna         | Primera División    | 19    | 2      |
| 2015      | CA Vélez Sarsfield     | Argentyna         | Primera División    | 26    | 6      |
| 2015/2016 | Dorados de Sinaloa     | Meksyk            | Liga MX             |       |        |